# Anisocoria
Anisocoria é uma condição caracterizada pelo tamanho (diâmetro) desigual das pupilas. Esta desigualdade pode ser causada por traumas sofridos em um dos hemisférios do cérebro. Ou pode ser observada em alterações oculares dolorosas unilaterais como as ceratites ulcerativas, que causaram miose em um dos olhos enquanto o outro permanece normal, dando a impressão de uma anisocoria.
O músico britânico David Bowie era um dos famosos que apresentava essa condição, adquirida na adolescência durante uma briga na qual recebeu um soco no olho.